# Alfred Toepfer
Pour les articles homonymes, voir Toepfer.
Alfred Carl Toepfer, né le 13 juillet 1894 à Altona, près de Hambourg et mort le 8 octobre 1993 à Hambourg, est un homme d'affaires, céréalier et entrepreneur allemand, et le créateur de la plus grande fondation privée allemande, la Alfred Toepfer Stiftung FVS (créée en 1931), qui œuvre actuellement en faveur de la construction européenne.
L'entreprise de Toepfer dont le siège principal était à Hambourg s'occupait entre autres du commerce mondial des produits agricoles, en particulier des céréales.
Toepfer fut un pionnier de la protection des paysages et de la nature et, entre 1954 et 1985, il présida l'association interrégionale des parcs naturels. Il a travaillé particulièrement à la conservation de la lande de Lunebourg et à la création de parcs naturels en Allemagne. Dès 1956 cette action a abouti à la proclamation d'un programme de parcs naturels dans la salle des fêtes de l'université de Bonn en présence du président de la République fédérale Theodor Heuss.
Dans les années 1990, on a commencé à faire la lumière sur le rôle de Toepfer et de son institution à l'époque du nazisme. L'historien suisse Michael Fahlbusch a écrit que Toepfer avait aidé à financer la politique culturelle officielle, et que sa fondation avait continué, à la manière d'une « cinquième colonne culturelle » les objectifs pangermanistes après la Deuxième Guerre mondiale. Pour cette raison, la ville de Strasbourg a dénoncé en 1996 sa collaboration avec elle. En 1997 la fondation d'Alfred Toepfer a institué une commission indépendante d'historiens sous la direction de Hans Mommsen, qui a publié en 2000 une étude faisant l'inventaire critique de la biographie de Toepfer et de l'histoire de son institution. La conclusion était que Toepfer était un pangermaniste mais qu'il ne partageait pas les objectifs essentiels et les motivations du nazisme, en particulier l'antisémitisme, et qu'il ne s'est pas enrichi en profitant de l'aryanisation des biens juifs.